# Brief des Paulus an die Galater
| Neues Testament |
| --- |
| Evangelien |
| - Matthäus - Markus - Lukas - Johannes |
| Apostelgeschichte |
| Paulusbriefe |
| - Römer - 1. Korinther - 2. Korinther - Galater - Epheser - Philipper - Kolosser - 1. Thessalonicher - 2. Thessalonicher - 1. Timotheus - 2. Timotheus - Titus - Philemon - Hebräer |
| Katholische Briefe |
| - Jakobus - 1. Petrus - 2. Petrus - 1. Johannes - 2. Johannes - 3. Johannes - Judas                                                                                                 |
| Offenbarung |

Der Brief des Paulus an die Galater (eigentlich Brief des Paulus an die Gemeinden in Galatien, kurz Galaterbrief, abgekürzt Gal) ist ein Buch des Neuen Testaments der christlichen Bibel.

## Verfasser
Die moderne Bibelwissenschaft sieht es in Übereinstimmung mit der Tradition als gesichert an, dass der Apostel Paulus von Tarsus der Autor des Galaterbriefs ist. Der Galaterbrief ist dabei eine ausgezeichnete autobiographische Quelle, da Paulus hier über die wichtigsten Stationen auf seinem Weg als Christ berichtet.

## Empfänger
Zwei verschiedene Möglichkeiten werden in der Forschung diskutiert. Zum einen könnte der Volksstamm der Galater gemeint sein. Die Galater (altgriech. Γαλάται, Galátai) waren ein seit 278 v. Chr. bei Ankyra (heute Ankara) in Kleinasien (der heutigen Türkei) ansässiger keltischer Volksstamm, der sich im Rahmen der keltischen Südostwanderungen dort angesiedelt hatte. Von römischen Autoren wurden sie auch als Gallo-Griechen bezeichnet.
Zum anderen könnten mit „Galater“ Bewohner der (nach den keltischen Galatern benannten) römischen Provinz Galatien gemeint sein. Die Landschaft Galatien war eine Hochebene rings um Ankara. Die römische Provinz Galatien reichte über die Landschaft Galatien hinaus und umfasste u. a. Teile von Phrygien sowie die Landstriche Pisidien, und Lykaonien, in denen sich die auf Paulus’ erster Missionsreise besuchten Städte Antiochia in Pisidien, Ikonion, Lystra und Derbe befanden. Möglicherweise gehörte auch die Region Pamphylien und damit die Städte Attalia und Perge zur Provinz Galatien, die Paulus nach Apg 13,15 ; 14,25 besucht hat, aber dies lässt sich aus den antiken Quellen nicht eindeutig erkennen.
Es ist nicht eindeutig, ob Paulus den Brief an christusgläubige Kelten bzw. die Bewohner der Landschaft Galatien oder an Empfänger im Süden der Provinz Galatien gerichtet hat. Aus dem Inhalt geht jedoch klar hervor, dass es sich bei den Adressaten um Heidenchristen handelt, die von Judenchristen zur Annahme der Beschneidung gedrängt wurden. Dass in der Landschaft Galatien Juden erst im 5. Jahrhundert nachzuweisen sind, spricht für die Provinzhypothese.

## Datierung
Der Brief wird meistens auf (54 oder) 55 datiert, manchmal auf ca. 47.
Nach Apg. 16,6 und 18,23 ist Paulus zweimal in der Landschaft oder Provinz Galatien gewesen, allerdings war er nach Apg. 14,5–20 und 16,1–5 schon vorher in den zur römischen Provinz Galatien gehörenden Städten Lystra und Derbe. In Gal 4,13 weist Paulus auf mindestens zwei Besuche hin. Es gibt drei Hypothesen zur Datierung des Galaterbriefes:
Erstens die Landschafts- oder Nordgalatische Hypothese: Der Brief wurde zwischen 54 und 55 von Ephesus aus geschrieben (war bis in die 1980er Jahre Mehrheitsmeinung).
Zweitens die Provinz- oder Südgalatische Hypothese: Der Brief wurde im Spätherbst 55 in Makedonien, vermutlich auf dem Weg nach Korinth, verfasst (wird seit den 1990er Jahren mehrheitlich vertreten).
Drittens die Frühdatierung: Der Brief wurde kurz vor dem „Apostelkonzil“ geschrieben. Diese Datierung wird insbesondere in der englischsprachigen Welt vertreten und war früher auch im deutschsprachigen Raum vertreten worden. Neben den Argumenten für die Provinzhypothese werden als Argumente aufgeführt, dass der in Gal 2,1–10 geschilderte Besuch in Jerusalem nur schwer mit der Schilderung in Apg 15, aber gut mit den Notizen in Apg 11–12 vereinbar ist, sowie dass alle anderen in Gal 1–2 genannten Vorgänge vor dem „Apostelkonzil“ stattfanden.

## Stil des Briefs
Der Galaterbrief ist der am schärfsten formulierte Brief, der uns von Paulus erhalten ist. Es gibt weder den üblichen Dank am Anfang noch Grüße am Schluss, dafür Ausdrücke wie Mich wundert, dass… oder In Zukunft mache mir niemand weiter Mühe!

## Veranlassung und Theologie
Anlass des Briefs war eine alarmierende Nachricht, dass in den galatischen Gemeinden judenchristliche Missionare aufgetreten waren, die von den Heidenchristen die Beschneidung und Einhaltung der jüdischen Zeremonialgesetze forderten und so einen Kompromiss zwischen der von Paulus verkündeten freien Gnade Gottes und dem mosaischen Gesetz suchten. Diese Vorgehensweise widersprach der von Paulus und den übrigen Aposteln auf dem sogenannten Apostelkonzil in Jerusalem ausgehandelten Einigung, nach der von den an Christus glaubenden und getauften Nichtjuden die Einhaltung der Speisegesetze nur in ihren Kernbestimmungen (kein Blut, kein Aas, kein heidnisches Opferfleisch) verlangt werden sollte. Paulus stellt in seinem Brief dar, wie diese Einigung gefunden wurde, und verurteilt die neuen Forderungen an die Galater als Irrlehre.
Der Galaterbrief ist ein großes Bekenntnis der vollkommenen Erlösung des Sünders durch den Glauben an Jesus Christus und eine scharfe Auseinandersetzung mit der Behauptung, dass der Weg zum Heil sich auf etwas anderes gründen könne als das Werk Jesu am Kreuz von Golgatha.
Hier formuliert Paulus erstmals seine Rechtfertigungslehre, die er im Römerbrief systematisch ausgestalten sollte. Daher lehnte er bei der Verfassung des Römerbriefs in den ersten Kapiteln dessen Aufbau auch stark an das galatische Vorbild an. Wie auch dort betont er im Galaterbrief, dass der Christ nicht mehr unter der Macht der Sünde stehe, sondern frei sei, durch den Besitz des Heiligen Geistes ohne das Gesetz als Mittler zwischen Gott und Mensch so zu leben, wie es der Liebe entspricht.
Als Beispiel gegen die Gesetzlichkeit führt er Abraham an. Nicht die Befolgung des (erst 430 Jahre später erlassenen, Gal 3,17) Gesetzes habe Abraham vor Gott gerechtfertigt, sondern sein Glauben an die von Gott gegebene Verheißung (Gal. 3). Dass Abrahams freie Ehefrau Sarah und seine Sklavin Hagar ihm beide ein Kind geboren haben, aber nur Sarahs Sohn Isaak die Verheißung empfing, dient Paulus als Schriftbeleg dafür, dass nur diejenigen Kinder der Verheißung sind, die frei sind von der Knechtschaft des Gesetzes.

## Gliederung
- Vorwort (1,1–5)
- Berufung des Paulus als Apostel, Verkündigung des von Gott empfangenen Evangeliums (1,6–2,10)
- Konflikt zwischen Paulus und Petrus in Antiochia (Antiochenischer Zwischenfall) (2,11–21)
- Erlösung nicht aus dem Gesetz, sondern aus dem Glauben (3,1–5,12): Hier polemisiert der Apostel in Gal 4,9-10 EU gegen die unter den Galatern verbreitete Praxis, die Tage oder Monate für bestimmte Handlungen nach astrologischen Regeln festzulegen: Dies mache sie zu Sklaven astraler Mächte, der „Elementarmächte“, an die sie doch eigentlich gar nicht glaubten.[6]
- Ermahnungen und Warnungen mit dem Aufruf, die in Jesus Christus geschenkte Freiheit des Geistes zu leben (5,12–6,10)
  - Frucht des Heiligen Geistes (5,22–23)
- Briefschluss (6,11–18)

## Kommentare
Der Galaterbrief wurde bereits früh ausführlich kommentiert:
- Marius Victorinus (um 362)
- Ambrosiaster (zwischen 366 und 384)
- Hieronymus (um 384)
- Augustinus von Hippo (394–395)